# Josh Turner
Joshua Otis "Josh" Turner (Hannah, Carolina del Sud, 20 de novembre de 1977) és un cantant de country dels Estats Units.

## Primers anys
Va néixer el 20 de novembre de 1977, a Carolina del Sud, on va viure fins que va anar a la universitat. Després de cantar al cor de l'església durant la seva joventut, va anar a la Universitat de Belmont a Nashville i va fer la carrera musical. El 2001 va debutar al Grand Ole Opry i va rebre una ovació, amb tot el públic dempeus, per la seva cançó “Long Black Train.” Durant el seu pas per la universitat, també va conèixer Jennifer Ford, amb qui es va casar el 2003.

## Carrera musical
Després de graduar-se va publicar el seu primer àlbum, que també porta per nom “Long Black Train”. El seu segon àlbum, “Your man”, va sortir el 2006. Dues cançons d'aquest àlbum van aconseguir el número u en les llistes de música country. Al mateix temps, el desembre de 2006, Turner va rebre dues nominacions als premis Grammy, una per millor interpretació vocal masculina de música country i una per millor àlbum de música country. El 2007, va treure el seu tercer àlbum, “Everything Is Fine”, i l'octubre de 2007 va ser inclòs al Grand Ole Opry. El 2009 va sortir el seu quart àlbum, “Haywire”. La cançó d'aquest àlbum “Why don't we just dance?” també va aconseguir el número u en les llistes. El 2012 va treure l'àlbum “Punching Bag”, i el més recent de tots és "Deep South", de 2017, i és el sisè de la seva carrera.